# Carano
Carano là một đô thị ở tỉnh Trento ở vùng Trentino-Alto Adige/Südtirol của Ý, tọa lạc cách 35 km về phía đông bắc của Trento. Tại thời điểm ngày 31 tháng 12 năm 2004, đô thị này có dân số 958 người và diện tích là 13,6 km².
Carano giáp các đô thị: Aldein, Truden, Daiano, Cavalese, Altrei, và Castello-Molina di Fiemme.